# Pra Tocar no Manto
Pra Tocar no Manto é o segundo álbum de estúdio da banda brasileira de música cristã contemporânea Trazendo a Arca. É o sexto trabalho dos músicos com canções inéditas ao considerar os trabalhos lançados por seus membros no Toque no Altar. Lançado em junho de 2009 de forma independente e exclusivamente em formato físico, contou com produção musical do tecladista e integrante Ronald Fonseca. O projeto foi desenvolvido ao longo do ano de 2009, com composições predominantemente autorais, incluindo algumas colaborações com os cantores Kleber Lucas e Aline Barros.
Gravado pela própria banda, é o disco, até à época, com a maior participação do vocalista Luiz Arcanjo como compositor, que o definiu como o trabalho mais maduro da carreira do Trazendo a Arca. Arcanjo, que participou da concepção de todas as faixas, gerou um trabalho com letras mais reflexivas e críticas que nos discos anteriores. Por outro lado, também é o álbum da formação clássica do grupo com a menor participação criativa de Davi Sacer, outro vocalista. A produção de Pra Tocar no Manto, em grande parte, refletiu o período menos conturbado que o grupo viveu em 2007, quando se separou do Ministério Apascentar. O disco traz composições sobre crises existenciais, hipocrisia, além de temas voltados ao canto congregacional, como a adoração e soberania divina.
Lançado poucos meses depois do DVD Ao Vivo no Maracanãzinho e o primeiro trabalho solo de Davi Sacer, Deus não Falhará, Pra Tocar no Manto foi um sucesso de crítica, embora comercialmente tenha vendido cerca de 50 mil cópias em dois meses, número inferior ao desempenho comercial de Marca da Promessa (2007). A visão acerca do projeto foi polarizada pela banda: Davi Sacer, mais tarde, afirmou que suas contribuições para o álbum não foram tão prolíficas como nos projetos anteriores, e Luiz Arcanjo considerou-o um "divisor de águas". Em 2016, o álbum foi eleito o 70º melhor disco da década de 2000, de acordo com lista publicada pelo Super Gospel.

## Antecedentes

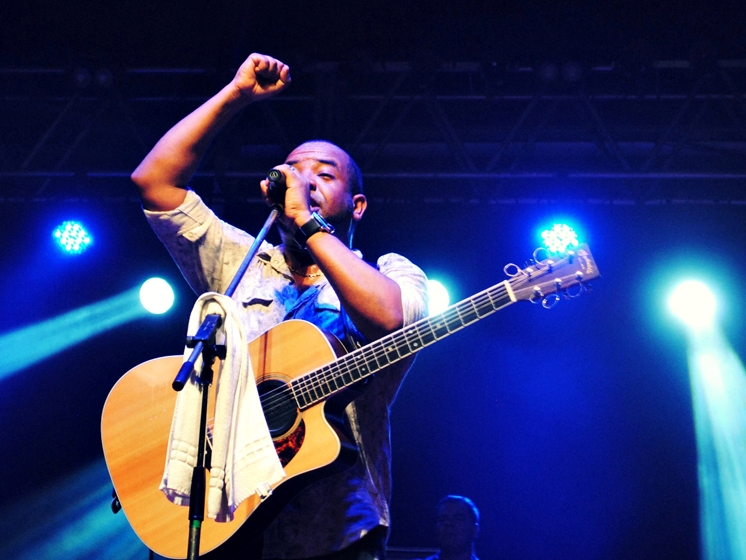
Luiz Arcanjo, um dos vocalistas, foi o principal compositor da maior parte das canções.

Logo após se separar da igreja pela qual foi formado o Toque no Altar, o Trazendo a Arca lançou Marca da Promessa em julho de 2007. O trabalho recebeu aclamação comercial e crítica do público e imprensa evangélica, o que deu segurança para que o conjunto gravasse um álbum no Japão e mais tarde, em 2008 um DVD no Maracanãzinho.
Além dos projetos do grupo, membros da banda trabalhavam em projetos paralelos. O vocalista Davi Sacer passou a trabalhar em um disco solo com produção de Ronald Fonseca, pianista da banda, com maior parte do repertório autoral e inclusão de alguns covers. Ronald, por sua vez, também assinou na mesma época a produção musical e várias composições de Separados, do grupo Unção de Deus. O guitarrista Isaac Ramos atuou, neste álbum, como guitarrista. Os vocalistas Luiz Arcanjo e Davi Sacer contribuíram nas composições.

## Composição
A liberdade artística como Trazendo a Arca e o sucesso de Marca da Promessa permitiu a banda ter uma sequência de viagens e apresentações dentro e fora do Brasil, uma rotina que não era comum para os músicos no período com o Apascentar. Com esta rotina, a banda passou a ter maior contato com o cenário geral do meio evangélico no país, e isso passou a incomodar a banda. Em 2015, o músico disse:
Realmente havia em nós uma certa inquietação com a superficialidade do evangelho vivido em muitas das igrejas e shows por onde passávamos e decidimos abordar alguns temas que sabíamos que nos faria correr o risco de nos tornarmos não tão populares como éramos até então.— Luiz Arcanjo, 2015, em entrevista ao Super Gospel.
Logo após o lançamento de Ao Vivo no Maracanãzinho, no final de 2008, a banda começou a trabalhar nas composições de Pra Tocar no Manto. A obra estava originalmente prevista ainda para 2008, mas seu lançamento passou por vários atrasos e ficou adiado para 2009. Apesar disso, o repertório, segundo o vocalista Luiz Arcanjo, foi gerado num momento mais calmo para a própria banda, especialmente pelo menor destaque aos conflitos judiciais que envolviam o grupo e o Ministério Apascentar. Apesar disso, parte das canções contiveram um aspecto mais crítico e menos festivo que os anteriores. O cantor chegou a afirmar ao Troféu Talento, antes do lançamento, que "é mais maduro; há canções que vão confrontar".
Arcanjo acabou por ser responsável pela autoria de todas as músicas do álbum, algumas delas com co-autoria de outros integrantes da banda. Sacer, parceiro recorrente de Arcanjo na maioria dos álbuns, apenas colaborou em "Salmo 3" e "Dono das Estrelas". "Caminho de Milagres", que também tem créditos a Sacer, foi escrita em 2006 e estava originalmente destinada ao álbum Marca da Promessa. Na época, em um pocket show na Livraria Saraiva, Sacer fez elogios públicos à participação majoritária de Arcanjo no álbum, dizendo: "É um grande compositor. A gente estava sempre dividindo as composições. No CD Restituição, eu e o Luiz fizemos 90% das canções, CD Deus de Promessas já foi eu e o Ronald. [...] E revelando esse grande compositor que é o Luiz Arcanjo, sou testemunha e prova disso".
Em 2009, Sacer relembrou que as primeiras ideias da canção "Pra Tocar no Manto" surgiram em 2004, quando Arcanjo cantava "Olha pra Mim" no Ministério Apascentar, e a similaridade temática foi transportada para o álbum. Já Arcanjo, em 2020, disse que a música é uma espécie de sequência de "Não Vou Desistir". Segundo ele, enquanto "Não Vou Desistir" abordava especificamente a vida da mulher do fluxo de sangue citada na Bíblia, "Pra Tocar no Manto" pensou o mesmo tema de forma coletiva. O músico também disse que "Toca na Rocha" surgiu a partir de uma conversa que estava tendo com um amigo pastor que passava por dificuldades pessoais e teria dito que seu mundo tinha desabado da noite para o dia. Foi assim que surgiram os versos "quando sem explicação / teu mundo desabou / de tudo você fez / seu tudo não bastou". "Quem É Você", outra composição individual de Luiz, surgiu após reflexões do compositor sobre histórias de pessoas populares no cenário evangélico, como cantores e pastores, mas que fora dos holofotes tinham uma vida pessoal problemática. Mas, originalmente, a canção seria "Quem Sou Eu". Mas "eu" não soava bem foneticamente, o que fez Arcanjo alterar o sujeito para "você".
"Serás Sempre Deus", uma das canções mais relevantes do álbum, foi uma colaboração do baixista Deco Rodrigues, responsável pela melodia, com uma letra de Arcanjo. Os versos foram inspirados no contexto bíblico do Getsêmani. O texto religioso diz que, antes de partir para o Getsêmani, Jesus teria cantado "um hino". Arcanjo afirmou que ficou imaginando que canção poderia ser cantada antes dos momentos que levariam Jesus a crucificação.
Pra Tocar no Manto quebrou uma tradição de álbuns totalmente autorais na carreira do Trazendo a Arca, com três músicas escritas pelos músicos em parceria com outros compositores. Na mesma época, Ronald Fonseca e Luiz Arcanjo se encontraram com o cantor e compositor Kleber Lucas. Desse encontro, surgiram duas composições para o álbum – "Invoca-Me" e "Cruz". A outra canção, "Caminho de Milagres", foi escrita em 2006 para a cantora Aline Barros, que sugeriu o tema e ganhou créditos de compositora.

## Gravação
A obra foi gravada no estúdio Peniel e incluiu uma nova gravação da música "Caminho de Milagres", originalmente destinada ao álbum Marca da Promessa. No processo de masterização do trabalho, o intérprete chegou a considerar que era o melhor trabalho da banda. O lançamento era previsto para o início de junho de 2009. Para a simulação de uma sonoridade ao vivo, algo comum nos álbuns de estúdio da banda, foi promovida uma captação ao vivo em abril de 2009 na Igreja Assembleia de Deus em Nova Iguaçu.
A capa do álbum foi desenvolvida por David Cerqueira, cantor e amigo da banda, tendo trabalhado em discos anteriores do conjunto juntamente com a Agência Excellence, sua empresa. O encarte faz uma alusão à vestimenta de Jesus, a qual foi foco numa passagem bíblica envolvendo a cura de uma mulher com um fluxo de sangue. As fotos do projeto foram registradas por Marcell Compan, fotógrafo e ex-guitarrista do Toque no Altar.
O repertório de Pra Tocar no Manto chegou a ser apresentado com antecedência ao público em algumas apresentações da banda. Uma delas foi o programa Rit Acústico, da Rede Internacional de Televisão (RIT), em abril de 2009. Na ocasião, Davi Sacer e Luiz Arcanjo cantaram "Pra Tocar no Manto" e "Serás Sempre Deus", além de músicas de outros álbuns da banda. Parte desta performance foi lançada anos depois no DVD Rit Acústico ao Vivo, com a inclusão de "Marca da Promessa" e "Tua Graça Me Basta".

## Lançamento e recepção
| Críticas profissionais | Críticas profissionais |
| Avaliações da crítica  | Avaliações da crítica  |
| Fonte                  | Avaliação              |
| ---------------------- | ---------------------- |
| Super Gospel           | [ 14 ]                 |
| Gospel 10              | [ 15 ]                 |
| O Propagador           | [ 16 ]                 |

Pra Tocar no Manto foi lançado em junho de 2009, após ter divulgado a letra da canção "Pra Tocar no Manto". O trabalho chegou a vender mais de quarenta mil cópias durante os dois primeiros meses de distribuição. Para a divulgação do disco, a banda anunciou uma turnê marcada para o início de 2010 a qual o Trazendo a Arca faria eventos por vários países do mundo a fim de divulgar o trabalho.
A consagração da obra foi realizada na Igreja Batista Betânia, congregação a qual a maioria dos integrantes da banda fazem parte, localizada no Rio de Janeiro. No evento foram executadas as principais canções do trabalho, como "Serás Sempre Deus", "Dono das Estrelas", "Cruz" e em seguida os integrantes receberam a bênção dos pastores da denominação.
Em 5 agosto daquele ano, a banda esteve na Rádio Melodia, uma das rádios cristãs de maior audiência do Brasil, para uma apresentação ao vivo e entrevista. Na ocasião, além de canções inéditas, a banda interpretou faixas de outros álbuns, como as canções "Marca da Promessa", "Sobre as Águas" e "Olha pra Mim".
O álbum foi alvo de duas críticas da mídia especializada. O Super Gospel, em análise contemporânea ao lançamento, não incluiu nota. Roberto Azevedo descreveu canção por canção e destacou o projeto gráfico do trabalho. Os arranjos de metais em "Salmo 3" produzidos pelo músico Zé Canuto foi lembrado como ponto positivo na música. A sonoridade do refrão de "Invoca-Me", o arranjo de cordas da faixa-título da obra, a forte presença dos vocais de apoio em "Cruz" e a letra crítica de "Quem é Você" também são lembradas pelo resenhista. Em uma crítica retrospectiva da discografia da banda em 2015, o projeto recebeu quatro estrelas de cinco do portal com a avaliação de que "Pra Tocar no Manto dava início a um período de experimentações e novas concepções líricas".
A análise do portal Gospel 10, ao contrário da mídia anterior, foi mais generalista, destacando que Pra Tocar no Manto é um trabalho mais maduro musicalmente e espiritualmente, comparado ao antecessor Marca da Promessa. Segundo o autor, o encarte é criativo, os arranjos estão bem executados e vocais de apoio de alta qualidade musical. Da mesma forma é considerado pelo O Propagador, que o intitula como um filho de Luiz Arcanjo, com conceito e musicalidade densa e complexa.

### Live in Orlando
Na noite de 30 de julho de 2011, na Primeira Igreja Batista de Orlando, Flórida, foi realizada a gravação de Live in Orlando, o primeiro DVD internacional do Trazendo a Arca. Acompanhado por um coral de 200 vozes, o grupo cantou as principais músicas dos álbuns Salmos e Cânticos Espirituais, Entre a Fé e a Razão e Pra Tocar no Manto, sendo que "Yeshua", "Invoca-Me", "Serás Sempre Deus", "Pra Tocar no Manto" e "Cruz" foram as escolhidas do álbum Pra Tocar no Manto para o DVD, todas interpretadas pelo vocalista Luiz Arcanjo. O evento reuniu mais de três mil pessoas, com entrada franca.

## Estilo musical e canções

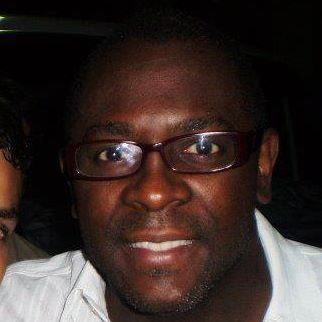
O cantor Kleber Lucas contribuiu na composição de duas canções do repertório.

A obra segue a linha musical deixada por seu antecessor, Marca da Promessa, trazendo em sua ficha técnica parceria com diversos músicos reconhecidos na música brasileira, como Zé Canuto e Jamba, responsável pela mixagem do trabalho. Segundo Luiz Arcanjo, a linha letrista tratada no trabalho é mais reflexiva que nos trabalhos anteriores, tendo canções que confrontam com o ouvinte.
"Invoca-Me" e "Cruz" são as canções do disco escritas em parceria com o cantor Kleber Lucas. Na primeira citada, esta destaca-se por ser uma balada com traços folk, e a última por ser uma canção congregacional. Dentre as parcerias, ainda há a participação de Aline Barros na autoria de "Caminho de Milagres", gravada anteriormente pela artista no álbum homônimo em 2007.
"Salmo 3" e "Yeshua" são as canções festivas do trabalho que contém arranjos de metais de autoria do músico Zé Canuto. "Semeando com Lágrimas" possui uma sonoridade densa e uma letra que enfatiza a perseverança e fé. "Serás Sempre Deus" destaca-se pela sua letra de confiança à Deus, e "Pra Tocar no Manto", ao contrário da canção anterior possui um arranjo leve com uma grande presença de cordas.
"Perdoa", escrita unicamente por Luiz Arcanjo é uma canção reflexiva e de arrependimento com vários riffs de guitarra progressivos. "Dono das Estrelas" é uma das canções mais congregacionais do trabalho, com uma letra de exaltação à Deus. "Toca na Rocha" possui uma letra baseada num momento bíblico ocorrido com Moisés, e "Quem é Você" termina a gravação com a letra mais reflexiva e crítica do repertório, de autoria e interpretação do Luiz Arcanjo que enfatiza a fraqueza e o estado hipócrita de um indivíduo que possui um cargo num templo, mas vive uma vida dupla.

## Legado

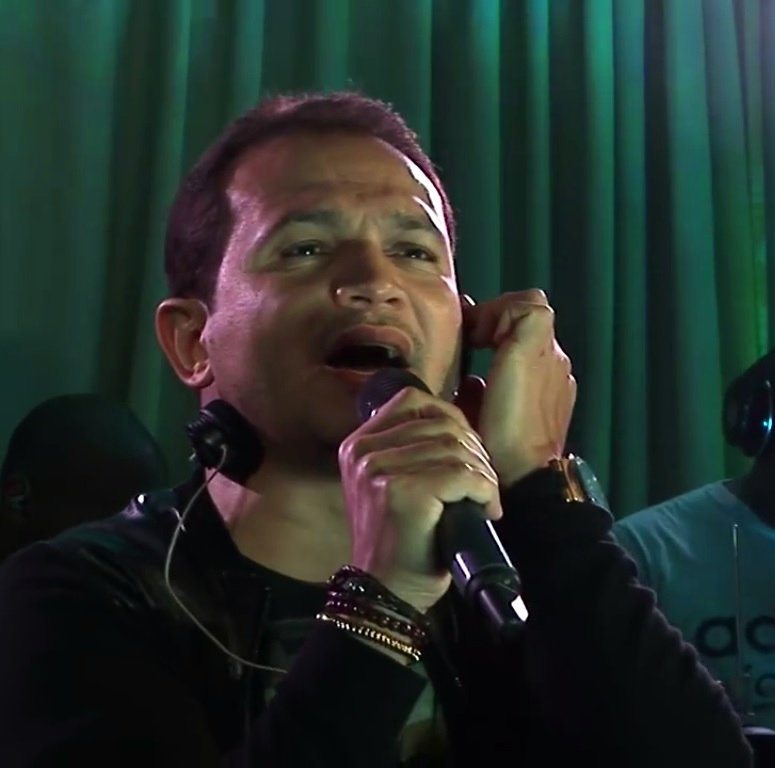
Davi Sacer afirmou que as canções de Pra Tocar no Manto "não estavam tão conectadas à igreja" como as dos álbuns anteriores.

Pra Tocar no Manto, ao longo dos anos, se tornou um álbum que dividiu opiniões dentro da própria banda. O vocalista Luiz Arcanjo, principal compositor das faixas, afirmou em 2015, em entrevista ao portal Super Gospel, que o projeto foi muito importante para o Trazendo a Arca. Na época, o cantor afirmou que "embora nunca fizemos músicas para dar respostas a ninguém, no CD Pra Tocar no Manto abordamos temas que até então não era comum para nós abordarmos, e olhando por esse lado talvez esse CD tenha sido realmente um divisor de águas".
Por outro lado, o também vocalista Davi Sacer fez críticas à sua participação neste álbum. Em 2011, um ano após deixar o Trazendo a Arca, durante um culto no Ministério Apascentar de Nova Iguaçu, afirmou que ele "percebia que depois do CD Marca da Promessa a gente começou a compor outras canções, mas que eram canções que já não estavam tão conectadas à igreja como eram as canções do Marca da Promessa pra trás". Apesar disso, o cantor chegou a reiterar a sua decepção com suas próprias contribuições, não à participação majoritária de Luiz Arcanjo. Ao comemorar 15 anos de carreira com o álbum 15 Anos, composto apenas por músicas gravadas com o Trazendo a Arca, Sacer contemplou canções de todos os projetos da banda, exceto Pra Tocar no Manto.
Apesar de ter sido um sucesso menor em comparação ao antecessor Marca da Promessa, o álbum manteve certa relevância com o passar do tempo. "Serás Sempre Deus" se tornou um dos principais sucessos da banda e chegou a ser regravada no álbum Español, de 2014. Além disso, a canção também chegou a ser regravada pelo grupo Louvor Aliança com a participação de Luiz Arcanjo no álbum Onde Tudo Começou (2017). Em 2019, o cantor evangélico sertanejo Jonas Vilar regravou "Toca na Rocha" e a escolheu como a principal música do EP Ele Me Ama.
Ao longo dos anos, Pra Tocar no Manto também manteve certa relevância com a crítica. De acordo com lista publicada em 2016 pelo portal Super Gospel, o álbum foi classificado o 70º melhor da década de 2000 com o argumento de que a obra é um "corajoso e subestimado lançamento do Trazendo a Arca". Em outro texto retrospectivo publicado pelo O Propagador em 2013, foi declarado que "é o álbum liricamente mais maduro do Trazendo a Arca". Em 2019, em uma análise relacionada ao projeto comemorativo de 15 anos de Davi Sacer no Super Gospel, foi dito que o álbum representou o ponto em que as visões artísticas de Luiz Arcanjo e Davi Sacer foram em direções diferentes. De acordo com o texto, "Luiz Arcanjo, como líder criativo, fez de Pra Tocar no Manto sua visão do grupo para evocar, na sonoridade do soft rock, temas de dor, perda, insegurança e choques de realidade pouco comprometidos com a popularidade engolidora a qual construíram".

## Relançamentos
Pra Tocar no Manto foi originalmente lançado de forma independente pela própria banda em 2009, e chegou a também ser distribuído pelo selo Dunamy's. Quando a banda assinou contrato artístico com a gravadora Graça Music em abril de 2010, o álbum passou a fazer parte do catálogo da gravadora carioca e sua edição em formato físico passou por leves mudanças. Mais tarde, em 2012, o Trazendo a Arca assinou com a CanZion Brasil. Assim, a obra foi lançada em formato digital como parte do contrato firmado entre a banda e o selo Digital Music, até então exclusivo para produtos disponíveis online da gravadora, em vários canais de música digital.

## Faixas
A seguir lista-se as faixas, compositores e durações de cada canção de Pra Tocar no Manto, segundo o encarte do disco.
| Edição principal |                         |                                        |                           |         |  |
| N.º              | Título                  | Compositor(es)                         | Vocais                    | Duração |  |
| 1.               | "Salmo 3"               | Deco Rodrigues Luiz Arcanjo Davi Sacer | Sacer                     | 4:27    |  |
| 2.               | "Yeshua"                | Ronald Fonseca Arcanjo                 | Arcanjo                   | 4:45    |  |
| 3.               | "Invoca-Me"             | Fonseca Arcanjo Kleber Lucas           | Sacer                     | 5:48    |  |
| 4.               | "Perdoa"                | Arcanjo                                | Arcanjo                   | 4:19    |  |
| 5.               | "Semeando com Lágrimas" | Arcanjo                                | Sacer                     | 4:19    |  |
| 6.               | "Serás Sempre Deus"     | Arcanjo Rodrigues                      | Arcanjo                   | 5:53    |  |
| 7.               | "Pra Tocar no Manto"    | Arcanjo                                | Sacer                     | 5:49    |  |
| 8.               | "Cruz"                  | Fonseca Arcanjo Lucas                  | Arcanjo                   | 6:14    |  |
| 9.               | "Dono das Estrelas"     | Fonseca Sacer Arcanjo                  | Davi Sacer Verônica Sacer | 6:14    |  |
| 10.              | "Toca na Rocha"         | Arcanjo                                | Arcanjo                   | 4:18    |  |
| 11.              | "Caminho de Milagres"   | Sacer Arcanjo Fonseca Aline Barros     | Davi Sacer Verônica Sacer | 6:16    |  |
| 12.              | "Quem é Você"           | Arcanjo                                | Arcanjo                   | 5:15    |  |
| Duração total:   | Duração total:          | Duração total:                         | Duração total:            | 65:28   |  |

| Edição playback |                         |                                                         |         |  |
| N.º             | Título                  | Compositor(es)                                          | Duração |  |
| 1.              | "Salmo 3"               | Deco Rodrigues, Luiz Arcanjo e Davi Sacer               |         |  |
| 2.              | "Yeshua"                | Ronald Fonseca e Luiz Arcanjo                           |         |  |
| 3.              | "Invoca-Me"             | Ronald Fonseca, Luiz Arcanjo e Kleber Lucas             |         |  |
| 4.              | "Perdoa"                | Luiz Arcanjo                                            |         |  |
| 5.              | "Semeando com Lágrimas" | Luiz Arcanjo                                            |         |  |
| 6.              | "Serás Sempre Deus"     | Deco Rodrigues e Luiz Arcanjo                           |         |  |
| 7.              | "Pra Tocar no Manto"    | Luiz Arcanjo                                            |         |  |
| 8.              | "Cruz"                  | Ronald Fonseca, Luiz Arcanjo e Kleber Lucas             |         |  |
| 9.              | "Dono das Estrelas"     | Ronald Fonseca, Davi Sacer e Luiz Arcanjo               |         |  |
| 10.             | "Toca na Rocha"         | Luiz Arcanjo                                            |         |  |
| 11.             | "Caminho de Milagres"   | Ronald Fonseca, Luiz Arcanjo, Davi Sacer e Aline Barros |         |  |
| 12.             | "Quem é Você"           | Luiz Arcanjo                                            |         |  |

## Ficha técnica
A seguir estão listados os músicos e técnicos envolvidos na produção de Pra Tocar no Manto:
Banda
- Luiz Arcanjo – vocais
- Davi Sacer – vocais
- Verônica Sacer – vocais
- Ronald Fonseca – pianos, teclado arranjos e produção musical
- André Mattos – bateria
- Isaac Ramos – guitarra e violão
- Deco Rodrigues – baixo

Músicos convidados
- Wagner Derek – arranjo de cordas
- Jamba – loops e programações
- Zé Canuto – arranjo de metais
- Gabriel Marin – viola e taboadas
- Alceu Reis – violoncelo
- Ricardo Amado – violino
- Carlos Mendes – violino
- Adonhiran Reis – violino
- Erasmo Fernandes – violino
- Rafael Novarine – vocal de apoio
- Alice Avlis – vocal de apoio
- Rafael Brito – vocal de apoio

Equipe técnica
- Jamba – mixagem e técnico de estúdio
- Áureo Marquezine – técnico de estúdio
- Tiago Marques – técnico de estúdio
- Samuel Júnior – técnico de estúdio
- Toney Fontes – masterização